# Diane et ses nymphes s'apprêtant à partir pour la chasse
Diane et ses nymphes s'apprêtant à partir pour la chasse est un tableau réalisé vers 1623-1624 par Pierre Paul Rubens et Jan Brueghel l'Ancien. Cette huile sur bois est une peinture mythologique qui représente Diane, ses nymphes et leurs chiens sous des arbres, peu avant qu'ils ne partent pour la chasse. L'œuvre est conservée au musée de la Chasse et de la Nature, à Paris, en France. L'établissement possède également son pendant, Le Repos de Diane et de ses nymphes, autre peinture des deux maîtres mettant en scène la déesse et ses suivantes.

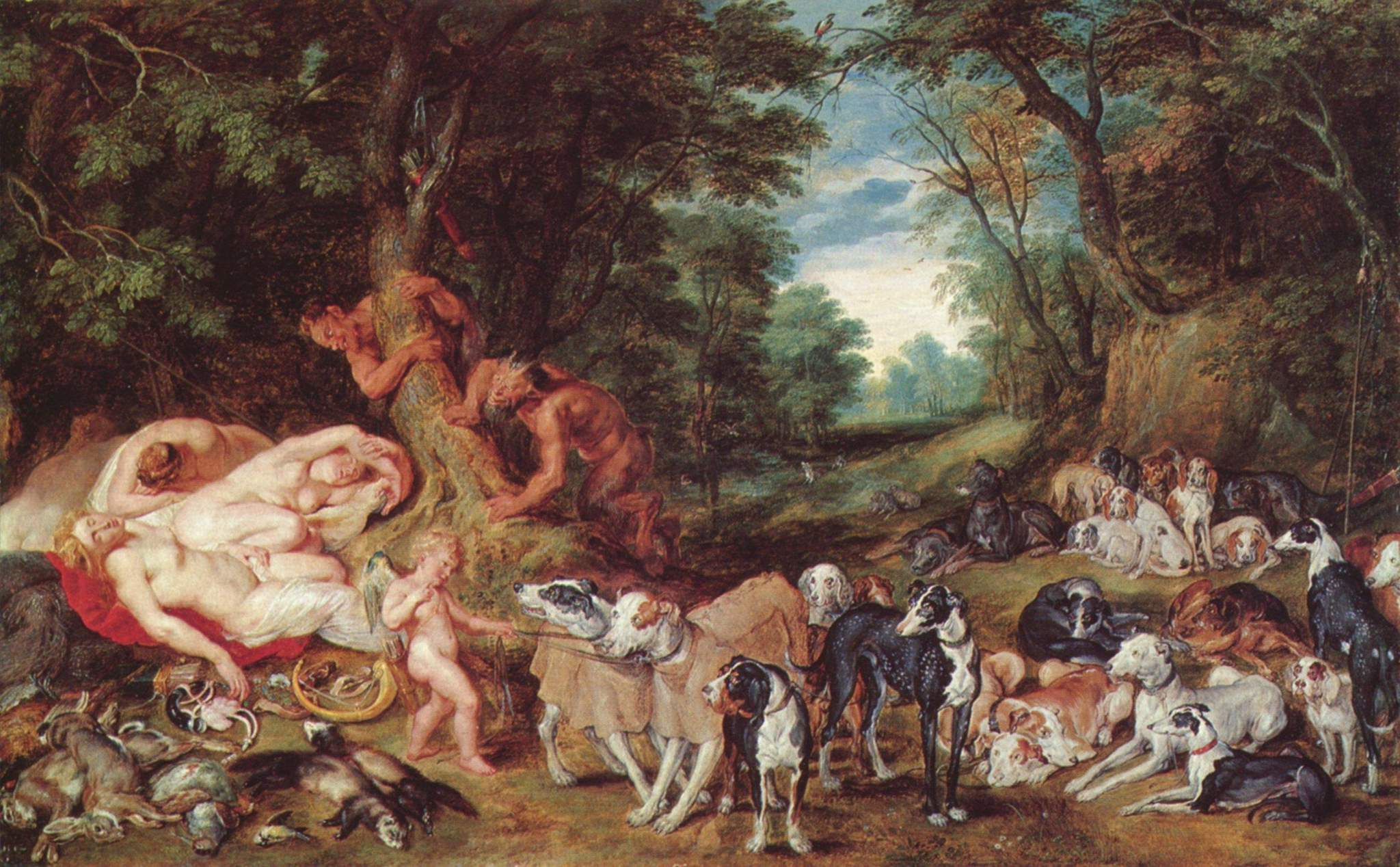
Le Repos de Diane et de ses nymphes.